# Montainville
Montainville foi uma comuna francesa na região administrativa do Centro, no departamento Eure-et-Loir. Estendia-se por uma área de 15,58 km². Em 2010 a comuna tinha 318 habitantes (densidade: 20,4 hab./km²).
Em 1 de janeiro de 2016, passou a formar parte da nova comuna de Les Villages Vovéens.